# Sardor Nurillaev
Sardor Nurillaev (12 de novembro de 1994) é um judoca uzbeque. Competiu nos Jogos Olímpicos de Verão de 2024 em Paris, sendo eliminado na primeira fase.
Conquistou o bronze no Grande Prémio de Tashkent em 2017 e o ouro no Grande Prémio de Marraquexe em 2019. Ele também garantiu o bronze no Grande Prémio de Tashkent em 2019 e conquistou o ouro do Grand Slam em Tbilisi em 2021. Além disso, ganhou o bronze nos eventos do Grand Slam em Tashkent e Tel Aviv em 2021, seguido do bronze no Grand Slam em Antalya em 2022. Em especial, conquistou o ouro nos Jogos de Solidariedade Islâmica em Konya, em 2022, e uma medalha de prata no GP de Zagreb, em 2023, e no Grand Slam de Tbilisi, em 2024. Conquistou a medalha de bronze no Campeonato Asiático de Hong Kong, em 2024.